# Lovers (Hanna Pakarinen)
Lovers è il terzo album in studio della cantante finlandese Hanna Pakarinen, pubblicato nel 2007.

## Tracce
1. It Ain't Me (Magnusson/Rämström/Vuorinen) - 3:35
2. Go Go (Lofts/Wermerling) - 3:03
3. Leave Me Alone (Vuorinen/Huttunen/Pakarinen) - 3:34
4. Tell Me What to Do (Kurki/Pakarinen) - 3:53
5. You Don't Even Know My Name (Laine/Vuorinen) - 3:43
6. Heart Beating Steady (Kurki/Pakarinen) - 3:24
7. Tears You Cry (Korkeamäki/Kettunen) - 3:05
8. Free (Kurki/Pakarinen) - 3:33
9. It Ain't Gonna Happen (Korkeamäki/Pakarinen/Kettunen) - 3:09
10. Lovers (Laiho/Kurki/Pakarinen) - 3:48
11. Hard Luck Woman (Rake) - 4:18

Tracce bonus ed. europea
1. Stronger Without You (Landin/Larsson/Junior) - 3:27
2. Love Is Like a Song (Elofson/Kolehmainen/Lipp) - 4:02